# Muralla urbana de Santaella
La muralla urbana era una estructura defensiva de la localidad española de Santaella, en la provincia de Córdoba, comunidad autónoma de Andalucía. En la actualidad solo se conservan los restos de la fortificación que rodeaba la villa, habiendo desaparecido gran parte de su estructura original.

## Características
La muralla de Santaella se habría erigido en época Almohade, en torno al siglo XII. Se ha estimado que el recinto amurallado de Santaella llegó a ocupar unos 25.000 metros cuadrados que protegía el espacio ocupado por el caserío. En su lado más vulnerable se encontraba ubicada una alcazaba militar, que en este caso se trataría del castillo. El recinto solo habría dispuesto de una puerta para acceder a su interior, la conocida actualmente como «Puerta del Arco», muy modificada en su aspecto tras la restauración que se llevó a cabo en 1948 al estilo del historicismo regionalista.